# Lytechinus variegatus
Lytechinus variegatus is een zee-egel uit de familie Toxopneustidae.
De wetenschappelijke naam van de soort werd in 1816 gepubliceerd door Jean-Baptiste de Lamarck.